# Чижув (Велицький повіт)
Чижув (пол. Czyżów) — село в Польщі, у гміні Ґдув Велицького повіту Малопольського воєводства.
Населення — 214 осіб (2011).

## Демографія
Демографічна структура станом на 31 березня 2011 року:
|          | Загалом | Допрацездатний вік | Працездатний вік | Постпрацездатний вік |
| -------- | ------- | ------------------ | ---------------- | -------------------- |
| Чоловіки | 103     | 20                 | 73               | 10                   |
| Жінки    | 111     | 28                 | 63               | 20                   |
| Разом    | 214     | 48                 | 136              | 30                   |